# Bruno Custos
Bruno Custos (* 29. April 1977 in Aubervilliers, Département Seine-Saint-Denis) ist ein französischer ehemaliger Fußballspieler.
Custos spielte in seiner Heimat zunächst für die Clubs FC Metz, AS Angoulême und CO Saint-Dizier, kam dort allerdings nicht in der höchsten Spielklasse zum Einsatz. 2001 wechselte er nach Deutschland, um für die Sportfreunde Siegen zu spielen. In zwei Jahren bestritt Custos für den damaligen Süd-Regionalligisten 64 Spiele und erzielte dabei zwei Tore.
Zur Saison 2003/04 wechselte er dann zum Zweitliga-Aufsteiger SpVgg Unterhaching. In den ersten zwei Jahren kam er dort in 32 Partien zum Einsatz, sowohl in defensiven als auch offensiven Positionen, meist auf der rechten, aber auch auf der linken Seite.
In der Saison 2005/06 spielte sich Custos zunächst in die Stammelf der SpVgg Unterhaching, bevor eine Verletzung (Muskelbündelriss im Oberschenkel) seinen Aufstieg stoppte. Nach längerem Ausfall hatte er am 28. Spieltag der Saison 2005/06 gegen Hansa Rostock sein Comeback. In der folgenden Saison wurde er in beinahe jedem Spiel eingesetzt, nun wiederum im rechten Mittelfeld. Dort kamen ihm besonders seine Schnelligkeit und seine genauen Flanken zugute.
In der zweiten Runde des DFB-Pokals in der Saison 2006/07 erzielte Custos seinen ersten Treffer im Profifußball für die SpVgg Unterhaching im Auswärtsspiel beim FK Pirmasens, das die SpVgg Unterhaching mit 3:0 für sich entscheiden konnte. Am 15. Spieltag der Saison 2006/07 erzielte er beim 5:1-Erfolg der SpVgg Unterhaching gegen den TSV 1860 München auch seinen ersten Treffer in der zweiten Bundesliga.
Nach dem Abstieg von Unterhaching in die Regionalliga Süd verlängerte Custos seinen Vertrag um ein Jahr, plus Option für ein weiteres Jahr im Falle des Aufstiegs. In der Saison 2008/09 spielte Custos in der 3. Liga bei Fortuna Düsseldorf, sein Vertrag lief zunächst über ein Jahr. Nachdem sein Vertrag nicht verlängert worden war, wechselte er zum Niederrheinligisten TuRU Düsseldorf. Im Januar 2010 wurde sein Vertrag bei TuRU Düsseldorf aufgelöst.